# Georgien
Georgien (georgisk: საქართველო, tr. Sakartvelo) er en selvstændig stat i Kaukasus i Østeuropa. Landet har grænser til Rusland i nord og øst, Tyrkiet og Armenien i syd, Aserbajdsjan i sydøst, og Sortehavet i vest. Hovedstaden er Tbilisi.
Den største by er hovedstaden Tbilisi med cirka 1.200.000 indbyggere. Det officielle sprog er georgisk. Befolkningens etniske sammensætning består af 83,8 % georgiere, 6,5 % aserbajdsjanere, 5,7 % armeniere, 1,5 % russere og 2,5 % af øvrige folkeslag. Forventet levealder er for mænd 74,2 år, og for kvinder 81,2.
Georgien er en tidligere sovjetisk republik. Den tidligere leder af Sovjetunionen Josef Stalin var født og opvokset i Georgien.

## Historie
Georgien blev allerede befolket i det femte årtusind f.Kr. I det 6. århundrede f.Kr. opstod der en vestgeorgisk stat, Kolchis, og i det 4. århundrede en østgeorgisk, Iberien. Senere faldt landet under Alexander den Store. Kristendommen blev gjort til statsreligion i den vestlige del af landet i 327 e.Kr., mens kristendommen nåede resten af Georgien i 500-tallet.
I begyndelsen af det 11. århundrede blev Georgien forenet under Bagrationi-dynastiet, der førte Georgien ind i en territorial og kulturel guldalder i det 12. århundrede, hvor regenter som kong David og dronning Tamari anførte det georgiske kongerige. Det georgiske kongerige begyndte dog at gå i forfald i det 13. århundrede, hvor mongolerne invaderede området og erobrede de sydligste områder i Georgien. I det 15. århundrede blev Georgien delt i tre kongeriger, hvor der forsat regerede grene af Bagrationi-dynastiet. I de næste århundreder kæmpede de tre små georgiske kongeriger en indædt kamp for overlevelse mellem de store mellemøstlige stormagter Osmannerriget og Persien, hvis vasalstater de naturligvis var. I det 19. århundrede blev de to georgiske kongeriger (i mellemtiden var to af kongerigerne blevet forenet) annekteret af Det Russiske Kejserrige.
Efter Oktoberrevolutionen erklærede Georgien sig selvstændigt den 26. maj 1918, men den 16. februar 1921 blev den Demokratiske Republik Georgien indtaget af Den Røde Hær og indlemmet i Sovjetunionen, hvor landet blev en del af den Transkaukasiske Føderative Socialistiske Sovjetrepublik (TFSSR) sammen med Armenien og Aserbajdsjan. De enkelte lande i TFSSR blev udskilt i 1936, hvor landet blev udråbt som den Georgiske SSR.
I slutningen af 1980'erne udviklede der sig en stærk georgisk uafhængighedsbevægelse. Den 9. april 1991 erklærede Georgien sig igen uafhængigt, hvilket førte til krige i provinserne Abkhasien og Sydossetien, og den georgiske regering har stadig ikke kontrol over Sydossetien og størstedelen af Abkhasien.
Georgiens første præsident, Zviad Gamsakhurdia, blev afsat ved et kup og erstattet af den tidligere leder af det georgiske kommunistparti og sovjetiske udenrigsminister, Eduard Shevardnadze.
Den 22. november 2003 begyndte demonstranter at samles i titusindvis foran parlamentsbygningen i Tbilisi, hvorefter de brød igennem hovedporten og strømmede ind i salen og tog kontrol over bygningen. Det skete, netop som præsident Eduard Shevardnadze var i færd med at holde sin åbningstale til det nyvalgte parlament. Han trådte tilbage kort tid senere, og et nyt præsidentvalg blev afholdt, som Mikheil Saakasjvili vandt stort.

## Krig med Rusland 2008
Den 8. august 2008 stødte russiske og georgiske militære enheder sammen i Sydossetien, da russerne greb ind efter georgiske angreb på separatister i Sydossetien. Efter kortvarige krigshandlinger ophørte kampene efter mægling fra EU den 12. august 2008, og den 15. august 2008 blev der underskrevet en fredsaftale mellem Georgien og Rusland.

## Regering og politik
Georgien er en demokratisk republik med præsident, statsoverhoved og premierminister, som leder regeringen.
Mikheil Saakashvili var Georgiens tredje præsident, der tjente i to valgperioder fra 25. januar 2004 til 17. november 2013 (afbrudt i et par måneder 2007/2008 af Nino Burjanadze). Den nuværende præsident er Salome Zourabichvili (siden 2018).
Den nuværende premierminister er Irakli Kobakhidze (siden 2024).

## Sprog
Det officielle sprog i Georgien er georgisk (et kartvelsk sprog). Georgisk og abkhasisk (et nordvest-kaukasisk sprog) er officielle sprog i Abkhasien, og ossetisk (et indoeuropæisk sprog) har officiel status i Sydossetien. Derudover tales russisk og bl.a. mingrelsk og svansk (begge kartvelske sprog som georgisk) og armensk.

## Religion
De fleste georgiere er georgisk-ortodokse, men i Adsjarien er mange traditionelt muslimer.

## Regioner og byer
Georgien indbefatter de selvstyrende regioner Abkhasien (de facto uafhængigt), Sydossetien og Adjarien.
De største byer er Tbilisi, Kutaisi, Batumi og Rustavi.